# 桑布拉纳
桑布拉纳（西班牙語：Zambrana）是西班牙巴斯克自治区阿拉瓦省的一个市镇。总面积40km²，总人口364人（2001年），人口密度9人/km²。